# Anas (povo)
Os Anas, também conhecidos como Atakpamés, são um grupo étnico que se encontra principalmente no Benim e Togo. Eles se localizam entre na cidade de Atakpamé, principalmente nos bairros de Gnagna e Djama, assim como entre Atakpamé e a cidade Sokodé, até a fronteira entre Togo e Benim. Os etnólogos identificam o povo Ana como o subgrupo mais ao ocidente dos subgrupos Iorubás, estando já próximo ao Oceano Atlântico. Na verdade, os Anas traçam as suas origens até Ifé, na Nigéria, tanto que seu dialeto também é chamado ifé, que tem cerca de 210.000 falantes.